# Midrasch

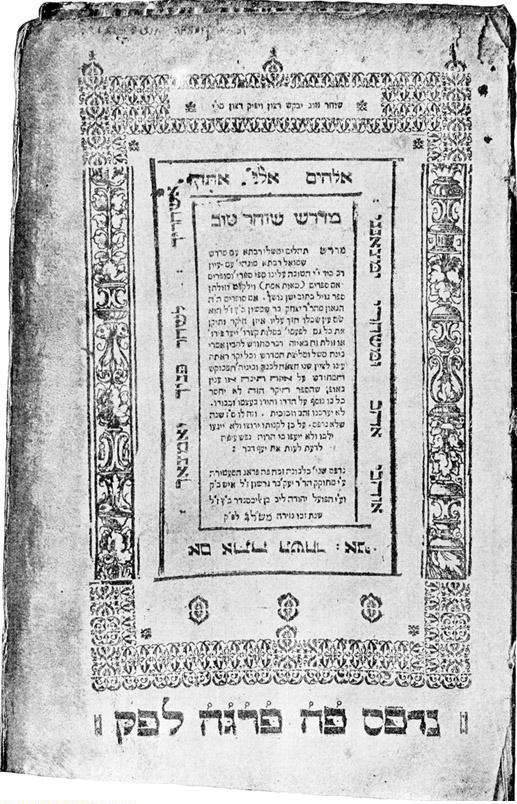
Midrasch zum Buch der Psalmen, Titelseite. Prag, 1613

Midrasch (hebräisch מדרש midrāš; Plural Midraschim) ist die Auslegung religiöser Texte im rabbinischen Judentum.

## Wortbedeutung
Dem Wort „Midrasch“ liegt das hebräische Verb darash (דרש) zugrunde, das „fordern“ bzw. „suchen“ bedeutet. Mit Midrasch ist der Vorgang des exegetischen, auf die Gegenwart bezogenen Auslegens von Schriftstellen gemeint, also zunächst „Forschung, Studium“, dann „Auslegung“ und „Lehre“ (also „Theorie“, im Unterschied zum „Tun“, hebräisch ma'ase). Unter Midrasch versteht man sowohl den Vorgang des Studierens als auch dessen Ergebnis, also Schriftwerke, die Bibelauslegungen enthalten. Midraschim beziehen sich unter anderem auf autoritative religiöse Texte des Tanach und finden sich u. a. in der Bibel und im Talmud.
Er kann in schriftlicher oder mündlicher Form vorliegen. Der darschan ist der Schriftausleger, der Prediger oder, davon abgeleitet, der Ermahner. Die Drascha ist, wie Midrasch selbst, eine Auslegung der Schrift oder Predigt. Die begriffliche Abgrenzung zum peschat, d. h. zur „einfachen“, wörtlichen Bedeutung eines Ausdrucks, ist nicht immer einfach. Auch ein Targum, d. h. eine Bibelübersetzung, kann Stellen enthalten, die interpretativ im Sinne eines Midrasch übertragen sind.
Die erste Erwähnung von bet midrasch, „Lehrhaus“, findet sich in Sir 51,23 .

## Geschichte
Der Midrasch ist sicher zunächst eine mündliche Form der Schriftauslegung. Die ersten schriftlichen Beispiele finden sich jedoch bereits in der Bibel selbst. So können etwa die Bücher der Chronik als Midraschim (Pl. von Midrasch) zu den Büchern Samuel und Könige verstanden werden.
Die größte Bedeutung erlangte der Midrasch jedoch in der Zeit des rabbinischen Judentums ab dem Jahr 70 n. Chr. Aus dieser Zeit stammen die wesentlichen schriftlichen Belege. Dabei handelt es sich um eigenständige Textsammlungen, die neben den Werken der Mischna und des Talmud entstanden. Der Entstehungsort der Midraschim ist ganz überwiegend das Land Israel, das babylonische Judentum hat nur wenig zu dieser Gattung beigetragen.

## Formen
Es werden vor allem zwei Formen des Midrasch unterschieden. Eine klare Abgrenzung ist jedoch oft schwierig, so dass Mischformen anzutreffen sind:

### Halachische Midraschim
Die Halacha ist die Auslegung gesetzlicher Vorschriften im Judentum. Dementsprechend behandeln halachische Midraschim ausschließlich Texte der Tora, insbesondere die biblischen Bücher Schemot (hebräisch שְׁמוֹת ‚Namen‘ ‚2. Buch Mose‘ ‚Exodus‘) bis Devarim (hebräisch דְּבָרִים ‚Worte‘ ‚5. Buch Mose‘  Deuteronomium‘‘). Wegen ihrer Entstehung in der tannaitischen Zeit werden die halachischen Midraschim auch tannaitische Midraschim genannt.
Folgende Werke mit einem textlichen Grundbestand aus tannaitischer Zeit zählen zu den halachischen Midraschim (Auswahl):
- Mekhilta de Rabbi Jischmael (Auslegungen zum Buch Exodus, Endredaktion nach 250, Erstdruck Konstantinopel 1515)
- Sifra: Auslegungen zum Buch Wajikra, (hebräisch וַיִּקְרָא ‚Und er rief‘ ‚3. Buch Mose‘ ‚Levitikus‘) entstanden vermutlich nach 180; Sifra (סִפְרָא, aramäisch = „das Buch“); Lev. war im altjüdischen Schulsystem das erste Buch, mit dem der Unterricht begann, auch Torat Kohanim (Lehre von den Priestern / Priestergesetz) oder auch Sifra dewe (debe) Rab / Buch aus der Schule Rabs genannt, halachischer/tannaitischer Midrasch zu Leviticus / Wajikra, der ganz Leviticus Vers für Vers, oft sogar Wort für Wort, kommentiert (Erstdruck Konstantinopel 1523; Konkordanz B. Kosovsky, Otsar Leschon ha-Tannaim. Sifra, 4 Bde., New York-Jerusalem 1967–1969); die Entstehungszeit für Sifra wird unterschiedlich diskutiert (bis ins 6. Jahrhundert hinein datiert), der Grundbestand des Textes ist jedenfalls aus tannaitischer Zeit
- Sifre: Sifre Numeri (Auslegungen zum Buch Bemidbar, (hebräisch בַּמִּדְבָּר ‚In der Wüste‘ ‚4. Buch Mose‘ ‚Numeri‘) entstanden vermutlich nach 250); Sifre Deuteronomium (Auslegungen zum Buch Deuteronomium): Sifre (aram. „die Bücher“) bzw. Sifre dewe Raw („Bücher aus der Schule Raws“), halachischer (aber große haggadische Anteile) Midrasch zu Numeri und Deuteronomium, wohl aus der Schule Jischmaels (Sifre Num) bzw. aus den Schulen Jischmaels und Akibas (Sifre Dtn); Sifre ursprünglich die Bezeichnung aller tannaitischen Pentateuchkommentare, seit dem Mittelalter Name der Kommentare zu Num und Dtn; kein einheitliches Werk, sondern unterschiedliche Sammlungen in deutlich schlechterem Überlieferungszustand als Mechilta oder Sifra, Entstehungszeit nach 250 (?); Sifre nicht zu verwechseln mit Sifre Zutta („die kleinen Sifre“, auch: Sifre Suta oder Sifre schel panim acherim), halachischer Midrasch zu Bamidbar / Numeri, nur fragmentarisch überliefert, evtl. der älteste halachische Midrasch, zurückgehend auf den erweiterten Kreis der Schule Rabbi Akibas.

### Aggadische Midraschim
Nichtgesetzliche Auslegungen nennt das rabbinische Judentum Aggada (auch: Haggada). Aggadische Midraschim (dementsprechend: haggadische Midraschim) beschäftigen sich folglich mit den erzählerischen Teilen der Bibel und werden auch als homiletisch bezeichnet. Die wichtigsten Werke dieser Gattung (Sammelbezeichnung für all diese zum Teil völlig unterschiedlichen Werke: Midrasch rabba, „der große Midrasch“) sind:
- Bereschit Rabba / Genesis Rabba / GenRabba (auch: Bereschit de Rabbi Oschaja / Baraita de Bereschit Rabba): Auslegungsmidrasch zum Buch Genesis, enthält viele spätere Zusätze (insbes. die Auslegungen zum Jakobssegen), entstanden im 5. Jahrhundert; nicht zu verwechseln mit der mittelalterlichen Midrasch-Kompilation Bereschit Rabbati, die vermutlich aus dem 11. Jahrhundert stammt

- Wajjiqra Rabba / Levitikus Rabba / LevRabba (auch: Haggadat Wajjiqra / Haggada de-Wajjiqra u. ä.): im Land Israel entstandener Homilienmidrasch zum Buch Leviticus, enthält eine große Sammlung von Sprichwörtern, der älteste homiletische Midrasch, aus 37 Predigten bestehend, die dem in Israels Synagogen üblichen dreijährigen Lesezyklus folgen, entstanden im 5. Jahrhundert, Erstdruck Konstantinopel 1512

- Echa Rabbati / Klagelieder Rabba / KlglRabba / Echa Rabbati [Ekha Rabbati] (auch: Megillat echa, Megillat echa rabba, Midrasch Threni, Aggadat Ekha [Rabbati], Megillat Ekha [Arukh], Midrasch Qinot, Midrasch Ekha): Kommentar zum Buch Klagelieder, entstanden im 5. Jahrhundert, Endredaktion im 7. Jahrhundert; enthält gleich der biblischen Schrift 5 Kapitel und sammelt zahlreiche Traditionen und Legenden über die beiden jüdischen Aufstände gegen Rom; auch Darstellung des Martyriums der sieben „makkabäischen Brüder“.

- die Pesiqta de-Rav Kahana / Pessikta de Raw Kahana / PRK (auch: kurz Pesiqta [Pesiqta: „Abschnitt“, „Entscheidung“] genannt): palästinische Predigtsammlung zu verschiedenen Schriftlesungen (aus Tora oder den Propheten), hier zu verschiedenen Festtagen und „ausgezeichneten Sabbaten“, benannt nach Rabbi Kahana (nicht der Verfasser, sondern der zu Beginn Genannte), der im 3. oder 4. Jahrhundert lebte; die älteste Sammlung ihrer Art, entstanden nach 300, am ehesten um die Mitte des 5. Jahrhunderts; PRK eng verwandt mit LevRabba (fünf Paraschen gemeinsam)

- Pesiqta Rabbati / PesR (auch: Pesiqta gedola, Pesiqta rabbeta): „Vermischtes“, palästinische Homiliensammlung zu verschiedenen Schriftlesungen (verschiedene jüdische Feste und „ausgezeichnete“ Sabbate betreffend), die „große“ genannt, weil sie eine größere Zahl von Homilien als die Pesiqta de-Rav Kahana enthält; viele Teile des Textbestands wesentlich älter, kein einheitliches Werk, entstanden nach 500.

Tanchuma
- Tanchuma bzw. Jelammedenu (Jelamdenu): in Palästina nach dem 8. Jahrhundert entstandener, nicht zur Midrasch Rabba-Gruppe gezählter populärer Homilien-Midrasch und Gruppe solcher Midraschim zum ganzen Pentateuch; die Bezeichnung Tanchuma stammt vom Amoräer Tanchuma bar Abba (palästinischer Rabbine gegen Ende des 4. Jhds.), weil mehrere Homilien beginnen: „So hat Rabbi Tanchuma bar Abba eingeleitet“; Jelammedenu heißt der Midrasch nach der halachischen Einleitungsformel Jelammedenu rabbenu, „es lehre uns unser Meister“; es existieren divergierende Textüberlieferungen, in deren Tradition auch DtnRabba gehört ebenso wie Teile von ExRabba, NumRabba und Teile aus der PesR (Pesiqta Rabbati)

## Unterschied zwischen Midraschim und Talmudim
Die Midraschim, vor allem die halachische Midraschim entstanden historisch zuerst, vor oder parallel zur Gesamtmischna. Der Talmud entwickelte sich auf Basis der Mischna und enthält wiederum selbst midraschartige Elemente, dies vor allem in der Gemara.
| Merkmal  | Midraschim                                          | Talmudim                                            |
| -------- | --------------------------------------------------- | --------------------------------------------------- |
| Form     | Sammlung von Bibelauslegungen (meist Vers für Vers) | Systematische Diskussionen über Gesetzestexte       |
| Ziel     | Auslegung des Tanachs (Tora)                        | Erklärung und Anwendung der Mischna                 |
| Inhalt   | Biblische Kommentare (halachisch und aggadisch)     | Halachische und aggadische Diskussionen zur Mischna |
| Struktur | Meist thematisch oder Vers-für-Vers                 | Diskussion in Form von Dialog und Debatte           |
| Sprache  | Hebräisch, manchmal Aramäisch                       | Mischna auf Hebräisch, Gemara auf Aramäisch         |

## Ausgaben
- E. E. Hallewy: Midrasch Rabba. Acht Bände. Tel Aviv 1956–1963.
- Mose Arieh Mirkin: Midrasch Rabba. Elf Bände. Yavnah, Tel Aviv 1956–1967.

Übersetzung
- Harry Freedman, Maurice Simon (Hrsg.): Midrash Rabba. Ins Englische übersetzt. Zehn Bände. Soncino, London 1939. z. B. Bd. 1: Rabba Genesis – Internet Archive